# Pairin
Pairin en occità i Peyrins en francès és un municipi francès, situat al departament de la Droma i a la regió d'Alvèrnia-Roine-Alps. L'any 2007 tenia 2.455 habitants.

## Demografia

### Població
El 2007 la població de fet de Peyrins era de 2.455 persones. Hi havia 939 famílies de les quals 208 eren unipersonals (102 homes vivint sols i 106 dones vivint soles), 345 parelles sense fills, 325 parelles amb fills i 61 famílies monoparentals amb fills.
La població ha evolucionat segons el següent gràfic:
Habitants censats

### Habitatges
El 2007 hi havia 1.024 habitatges, 960 eren l'habitatge principal de la família, 30 eren segones residències i 34 estaven desocupats. 878 eren cases i 137 eren apartaments. Dels 960 habitatges principals, 731 estaven ocupats pels seus propietaris, 214 estaven llogats i ocupats pels llogaters i 14 estaven cedits a títol gratuït; 5 tenien una cambra, 52 en tenien dues, 127 en tenien tres, 224 en tenien quatre i 551 en tenien cinc o més. 764 habitatges disposaven pel capbaix d'una plaça de pàrquing. A 383 habitatges hi havia un automòbil i a 528 n'hi havia dos o més.

### Piràmide de població
La piràmide de població per edats i sexe el 2009 era:
| Homes | Edats   | Dones |
| ----- | ------- | ----- |
| 0     | 95 o +  | 0     |
| 0     | 90 a 94 | 4     |
| 8     | 85 a 89 | 24    |
| 12    | 80 a 84 | 8     |
| 12    | 75 a 79 | 32    |
| 40    | 70 a 74 | 20    |
| 76    | 65 a 69 | 80    |
| 104   | 60 a 64 | 80    |
| 104   | 55 a 59 | 76    |
| 88    | 50 a 54 | 84    |
| 80    | 45 a 49 | 100   |
| 84    | 40 a 44 | 76    |
| 80    | 35 a 39 | 52    |
| 84    | 30 a 34 | 108   |
| 60    | 25 a 29 | 40    |
| 24    | 20 a 24 | 56    |
| 64    | 15 a 19 | 88    |
| 56    | 10 a 14 | 52    |
| 96    | 5 a 9   | 48    |
| 76    | 0 a 4   | 88    |

## Economia
El 2007 la població en edat de treballar era de 1.554 persones, 1.059 eren actives i 495 eren inactives. De les 1.059 persones actives 972 estaven ocupades (517 homes i 455 dones) i 89 estaven aturades (47 homes i 42 dones). De les 495 persones inactives 190 estaven jubilades, 115 estaven estudiant i 190 estaven classificades com a «altres inactius».

### Ingressos
El 2009 a Peyrins hi havia 898 unitats fiscals que integraven 2.307 persones, la mediana anual d'ingressos fiscals per persona era de 18.893 €.

### Activitats econòmiques
Dels 116 establiments que hi havia el 2007, 3 eren d'empreses alimentàries, 1 d'una empresa de fabricació de material elèctric, 9 d'empreses de fabricació d'altres productes industrials, 25 d'empreses de construcció, 24 d'empreses de comerç i reparació d'automòbils, 6 d'empreses de transport, 5 d'empreses d'hostatgeria i restauració, 3 d'empreses d'informació i comunicació, 2 d'empreses financeres, 5 d'empreses immobiliàries, 11 d'empreses de serveis, 14 d'entitats de l'administració pública i 8 d'empreses classificades com a «altres activitats de serveis».
Dels 33 establiments de servei als particulars que hi havia el 2009, 1 era una oficina de correu, 5 tallers de reparació d'automòbils i de material agrícola, 1 autoescola, 6 paletes, 5 guixaires pintors, 3 fusteries, 2 lampisteries, 2 electricistes, 2 empreses de construcció, 2 perruqueries, 1 veterinari, 2 restaurants i 1 saló de bellesa.
Dels 5 establiments comercials que hi havia el 2009, 2 eren fleques, 1 una carnisseria, 1 una perfumeria i 1 una floristeria.
L'any 2000 a Peyrins hi havia 61 explotacions agrícoles que ocupaven un total de 864 hectàrees.

## Equipaments sanitaris i escolars
L'únic equipament sanitari que hi havia el 2009 era una farmàcia.
El 2009 hi havia 1 escola maternal i 1 escola elemental.

## Poblacions més properes
El següent diagrama mostra les poblacions més properes.